# Kalkbruk (murbruk)

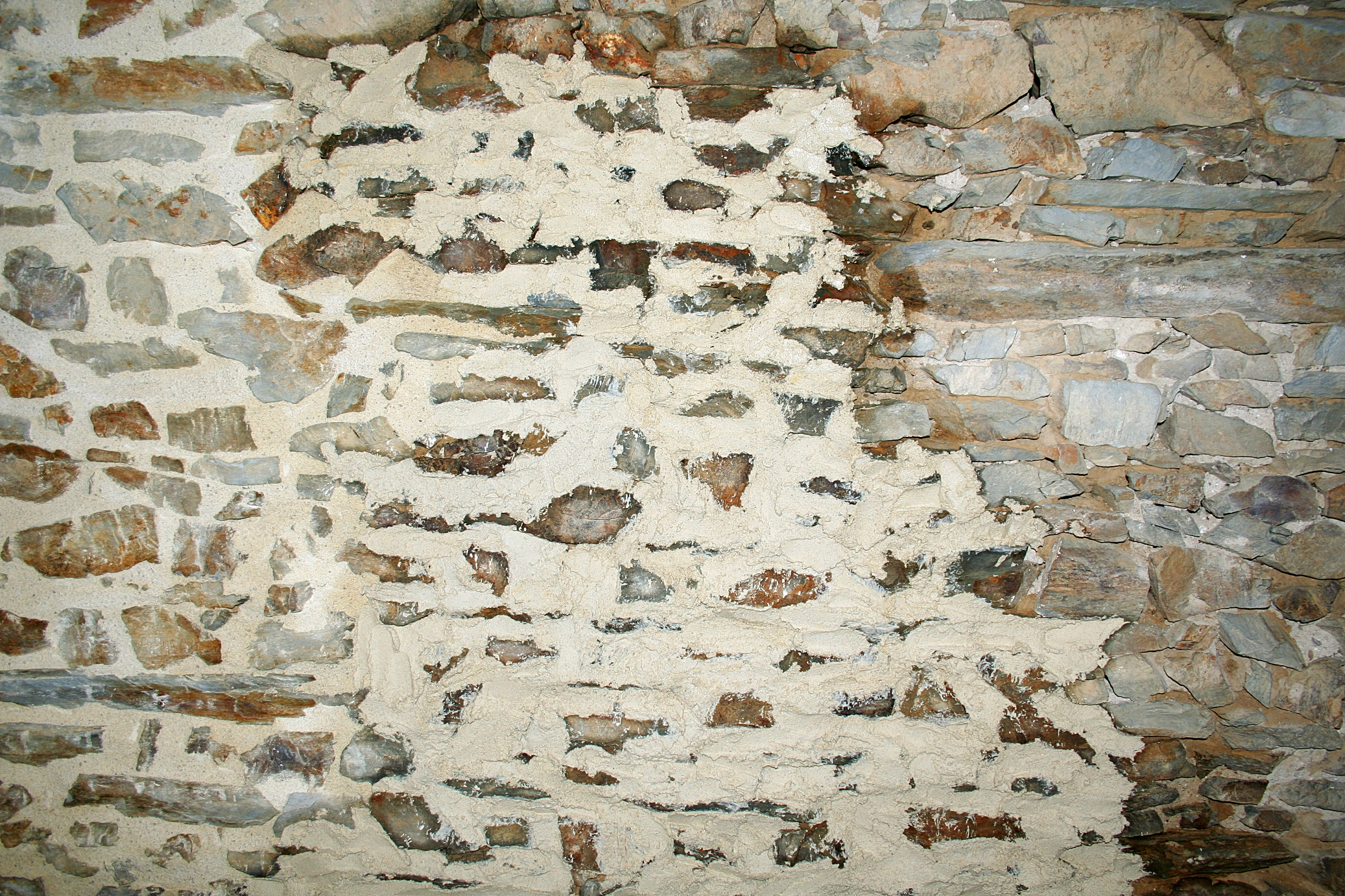
En fransk stenvägg med kalkbruk med olika utseenden.

Kalkbruk är en blandning av bindemedlet kalk, sand eller krossad sten, vatten och olika tillsatser. 

## Kalkbruk i Sverige
Kalkbruk kom som murbruk och puts till Sverige under medeltiden och användes då framför allt för uppförande av kyrkor, både i bärande murar och som ytskikt invändigt och utvändigt. 
Från andra hälften av 1800-talet konkurrerades kalkbruk efter hand ut av modernare portlandscement. 